# 国有重要骨干企业
国有重要骨干企业，部分中央企业的正职领导人选由中共中央政治局常委会研究决定，在中央发文中称为“国有重要骨干企业”或“部分国有重要骨干企业”。

## 企业名单
1. 中国核工业集团有限公司
2. 中国航天科技集团有限公司
3. 中国航天科工集团有限公司
4. 中国航空工业集团有限公司
5. 中国船舶集团有限公司
6. 中国兵器工业集团有限公司
7. 中国兵器装备集团有限公司
8. 中国电子科技集团有限公司
9. 中国航空发动机集团有限公司
10. 中国融通资产管理集团有限公司
11. 中国石油天然气集团有限公司
12. 中国石油化工集团有限公司
13. 中国海洋石油集团有限公司
14. 国家石油天然气管网集团有限公司
15. 国家电网有限公司
16. 中国南方电网有限责任公司
17. 中国华能集团有限公司
18. 中国大唐集团有限公司
19. 中国华电集团有限公司
20. 国家电力投资集团有限公司
21. 中国长江三峡集团有限公司
22. 中国雅江集团有限公司
23. 国家能源投资集团有限责任公司
24. 中国电信集团有限公司
25. 中国联合网络通信集团有限公司
26. 中国移动通信集团有限公司
27. 中国卫星网络集团有限公司
28. 中国电子信息产业集团有限公司
29. 中国第一汽车集团有限公司
30. 东风汽车集团有限公司
31. 中国一重集团有限公司
32. 中国机械工业集团有限公司
33. 哈尔滨电气集团有限公司
34. 中国东方电气集团有限公司
35. 鞍钢集团有限公司
36. 中国宝武钢铁集团有限公司
37. 中国矿产资源集团有限公司
38. 中国铝业集团有限公司
39. 中国远洋海运集团有限公司
40. 中国航空集团有限公司
41. 中国东方航空集团有限公司
42. 中国南方航空集团有限公司
43. 中国中化控股有限责任公司
44. 中粮集团有限公司
45. 中国五矿集团有限公司
46. 中国通用技术（集团）控股有限责任公司
47. 中国建筑集团有限公司
48. 中国储备粮管理集团有限公司
49. 中国南水北调集团有限公司
50. 国家开发投资集团有限公司
51. 招商局集团有限公司
52. 华润（集团）有限公司
53. 中国旅游集团有限公司（香港中旅（集团）有限公司）
54. 中国商用飞机有限责任公司

## 管理情况
国务院国有资产监督管理委员会对包括国有重要骨干企业在内的中央企业履行出资人职责。国有重要骨干企业的董事长、党委（党组）书记、总经理，人选由中共中央政治局常委会研究决定，这与一般副部级干部的任免权限相同，因此被认为相当于副部级干部。
2001年，中共中央组织部、中共中央企业工作委员会联合发布了《国有重要骨干企业领导人员任职和公务回避暂行规定》。